# Dera Bassi
Dera Bassi est une ville située dans l'est de l'État du Pendjab indien.